# Expedição Roncador-Xingu
A Expedição Roncador-Xingu foi uma parte do processo de interiorização do Brasil, a Marcha para o Oeste, criada em 1941 pelo governo de Getúlio Vargas. Para chefiar a expedição foi nomeado o Coronel Flaviano de Mattos Vanique, que recrutou cerca de quarenta sertanejos oriundos da região do atual Mato Grosso para se incorporarem à expedição. 
Sabendo disso, os Irmãos Villas-Bôas decidiram participar como sertanejos, mas foram barrados por terem um "alto nível de conhecimento" para um sertanejo. Eles então voltaram tempos depois com barbas por fazer, mal vestidos e fingindo-se de analfabetos.  Logo foram aceitos: o comandante Vanique preferia os analfabetos, que considerava mais trabalhadores. Cláudio e Leonardo trabalhavam na enxada, Orlando, de auxiliar de pedreiro. Entretanto, com o tempo os irmãos alcançaram postos de comando na expedição.
Os irmãos Villas Boas passaram cerca de trinta e cinco anos no Brasil Central e contribuíram de maneira expressiva para o conhecimento da região e para a preservação do local. Catalogaram cerca de cinco mil indígenas e várias tribos. Criaram algumas cidades como postos de base (pontos de entruncamento) na região, como a cidade de Nova Xavantina. Criaram também o Parque Indígena do Xingu.
Com o afastamento do Coronel Flaviano Mattos, em 1945, pelo presidente Eurico Gaspar Dutra, a Expedição Roncador-Xingu passou a ser chefiada pelos irmãos Villas Boas. A chefia dos irmãos mudou o caráter da Marcha para o Oeste, que tinha tudo para ser uma expedição violenta, mas se tornou uma expedição de contato baseado no ideal do Marechal Cândido Rondon: "Morrer se preciso, matar nunca".

## Alto Xingu
A Expedição Roncador-Xingu foi, inicialmente, planejada para descobrir as regiões ainda desconhecidas do Brasil Central e da Amazônia, que, por sugestão do primeiro-ministro francês, Paul Reynaud, poderiam ser ocupadas pelas populações excedentes da Europa. Aí teve início o projeto do "Parque Nacional do Xingu", instituído em 1961. Em 1967, Orlando assume a direção do Parque e, nessa função, promove assistência à saúde indígena, a exemplo de convênio assinado com a Escola Paulista de Medicina, garantia e preservação da fauna e da flora, além do desenvolvimento de estudos que permitiram um maior conhecimento da região.
Em 1949, a expedição atinge o Alto Xingu, sob o comando de Orlando Villas-Bôas, e contata com dezessete tribos da região. É nesse encontro que os Villas Boas decidem mudar o rumo do projeto e propõem uma mudança de objetivos: em vez de instalar núcleos de povoamento para os brancos decidem preservar a integridade dos territórios indígenas.